# Deutsch-Ostafrikanische Zeitung
Die Deutsch-Ostafrikanische Zeitung (DOAZ) war eine deutschsprachige Wochenzeitung. Sie wurde von 1899 bis 1916 in Daressalam, Deutsch-Ostafrika gedruckt. Ihr Marktsegment wurde vorher von The Gazette of Zanzibar und East African Protectorate bedient.
Ihr Gründer war Willy von Roy. Die erste Ausgabe wurde am 26. Februar 1899 gedruckt. 1902 betrug die Auflage 1000 Exemplare.

## Rubriken
- Leitartikel
- Feuilleton
- Aus unserer Kolonie
- Telegrafisches aus Heimat und Ausland (Nachrichten des Reuters-Büro in Sansibar)
- Berliner Telegramme
- Aus Daressalam und Umgebung
- Witterungsübersicht
- Anzeigen

## Beilagen
- monatlich Das Ostafrikanische Waidwerk
- Amtlicher Anzeiger für Deutsch-Ostafrika

## Geschichte
1907 hatten deutsche Siedler in Tanga in der Usambara-Post die Kolonialpolitik des Gouverneurs Albrecht von Rechenberg angegriffen. Dieser wies daraufhin seine Beamten an, das in der staatlichen deutschen Schule von Tanga verlegte Blatt nicht mehr zu unterstützen, worauf die Zeitung eingestellt wurde. Willy von Roy erklärte sich solidarisch mit den Siedlern und ließ für den freigewordenen Markt drei Monate die Usaramo-Post drucken.

## Kolonialpolitik
Albrecht von Rechenberg, der die afrikanische Landwirtschaft und eine europäisch-indische Händlerklasse fördern wollte, lehnte eine Intensivierung der Einwanderung aus Europa und eine Förderung der deutschen Landwirtschaft in Ostafrika ab. Er zeigte wenig Sympathie für die Deutsche Kolonialgesellschaft, war aber gegenüber den afrikanischen Kulturen einschließlich der Sprachen aufgeschlossen. Die Deutsch-Ostafrikanische Zeitung vertrat demgegenüber die Position der deutschstämmigen Kolonisten.
Ein beliebtes Thema der Deutsch-Ostafrikanischen Zeitung waren Auseinandersetzungen mit den nördlichen Nachbarn, den Massai. Die Zeitung zitierte zustimmend Bischof Jean-Joseph Hirth (1854–1931) aus Ukara, dem zufolge der Friede im Land nicht wiederhergestellt werden könne, bis der letzte Massai ausgerottet sei.
Die deutsch-ostafrikanische Regierung ließ die Deutsch-Ostafrikanische-Rundschau verlegen, um die Regierungspolitik zu fördern. Die erste Ausgabe erschien am 22. August 1908, wurde aber von den deutschen Siedlern nicht gekauft.
Die Regierung entzog der Deutsch-Ostafrikanischen Zeitung die 250 Regierungsabonnements, ließ keine amtlichen Anzeigen mehr drucken und nahm die Konzession zum Druck des Amtlichen Anzeigers für Deutsch-Ostafrika wie auch für den Pflanzer.
Von Roy verlegte daraufhin Druckerzeugnisse mit ähnlich klingenden Namen: Amtliche Anzeigen für Deutsch-Ostafrika und Der Deutsch-Ostafrikanische Pflanzer (Erstausgabe 19. Juni 1909).
Passavant, ein Journalist der Deutsch-Ostafrikanischen Rundschau, recherchierte, dass gegen von Roy in einer Bagatellsache 1899 eine Strafe verhängt worden war. In der Folge berichtete die Deutsch-Ostafrikanische Zeitung von einer homosexuellen Beziehung Rechenbergs zu einem seiner Diener. Von Roy wurde, im November 1910, von einem Gericht wegen Verleumdung zu einem halben Jahr Gewahrsam und Ausweisung in das Deutsche Reich verurteilt. Wilhelm II. hob die Gefängnisstrafe auf, nicht aber die Ausweisung aus Deutsch-Ostafrika.
Von Roy berief 1911 Alfred Zintgraff als Verleger für die Deutsch-Ostafrikanische Zeitung. Zintgraff gründete die Deutsch-Ostafrikanische Zeitungs G.m.b.H. Zum Vorsitzenden des Aufsichtsrates machte Zintgraff Wilhelm Föllmer, den Vorsitzenden des Deutschnationalen Kolonialvereins. Rechenberg wurde im Oktober 1911 abgelöst, und die Deutsch-Ostafrikanische Zeitung konnte aus der Konkursmasse der Deutsch-Ostafrikanischen Rundschau Anzeigenkunden und Abonnenten sowie die Beilagen Der Pflanzer und Amtlicher Anzeiger für Deutsch-Ostafrika übernehmen.
Als Daressalam im Ersten Weltkrieg von der britischen Armee besetzt wurde, verlegte die Zeitung ihren Druckort nach Morogoro, wo die letzte Ausgabe im August 1916 erschien.